# Корбусен
Корбусен (нем. Korbußen) — община в Германии, в земле Тюрингия. 
Входит в состав района Грайц. Подчиняется управлению Ам Браметаль. Население составляет 470 человек (на 31 декабря 2010 года). Занимает площадь 7,22 км².